# Olena Djačenko
Olena Ihorivna Djačenko (in ucraino Олена Ігорівна Дяченко?; trasl. angl.: Olena Ihorivna Dyachenko o Olena Ihorivna Diachenko; Kiev, 15 giugno 2001) è una ginnasta ucraina.

## Carriera

### Junior
Nel 2015 insieme a Hanna Rizatdinova e Viktorija Mazur gareggia all'Aeon Cup in Giappone arrivando seconda nella gara a team e settima nell'all-around. Nello stesso anno, si laurea come campionessa nazionale junior.
Nel 2016 conquista per la seconda volta il titolo di campionessa nazionale junior. Gareggia ai Campionati europei juniores di Holon, arrivando sesta nella gara a team, alle clavette, settima al cerchio e ottava alla palla. Anche quell'anno partecipa all'Aeon Cup con Hanna Rizatdinova e Viktorija Mazur, arrivando terza nella gara a team e quarta nell'all-around.

### Senior
Nel 2017 partecipa a numerosi Grand Prix. A maggio, insieme a Viktorija Mazur e Yeva Meleshchuk partecipa ai Campionati europei di Budapest. Partecipa alla World Cup di Berlino, dove arriva sesta nell'all-around dietro a Sabina Ashirbayeva e dove vince la sua prima medaglia, un bronzo nella finale al cerchio. Partecipa ai Giochi Mondiali di Breslavia. Partecipa anche ai Mondiali di Pesaro, con Viktoria Mazur, dove arriva diciannovesima nell'all-around.
Nel 2018 partecipa a un gran numero di Grand Prix.
Nel 2019 arriva seconda nell'all-around a squadre alle XXX Universiadi e altri due secondi posti nelle finali.

## Palmarès

### Universiadi
| Anno | Città  | Risultato | Specialità            |
| ---- | ------ | --------- | --------------------- |
| 2019 | Napoli | Argento   | All-Around            |
| 2019 | Napoli | Argento   | 5 palle               |
| 2019 | Napoli | Argento   | 3 cerchi e 2 clavette |

### Coppa del mondo
| Anno | Città   | Risultato | Specialità |
| ---- | ------- | --------- | ---------- |
| 2017 | Berlino | Bronzo    | Cerchio    |